# Уэстман, Айрис
Айрис Уэстман (англ. Iris Westman; 28 августа 1905 — 3 января 2021) — американская долгожительница. На момент смерти являлась вторым старейшим живущим человеком в США после Хестер Форд.

## Биография
Айрис родилась 28 августа 1905 года в городе Анета, Северная Дакота, США. Её родителями являлись Николас Уэстман и Матильда Эриксон. Она росла на ферме вместе с братьями. У неё также были и сестры, однако они умерли, когда Айрис была маленькой.
В 1928 году она окончила Университет Северной Дакоты. Уэстман преподавала в нескольких сельских школах, а затем переехала в Уэртингтон, штат Миннесота. В неизвестный момент времени она стала работать библиотекарем и вышла на пенсию в 1972 году.
В 1990 году она вернулась в Северную Дакоту и стала проживать в 30 минутах от своей домашней фермы.
В возрасте 106 лет она неудачно упала и это привело к операции на тазобедренном суставе. После этого она переехала в дом престарелых.
Она никогда не была замужем. В 114 лет она могла ходить с помощью ходунков и имела относительно хорошее здоровье. Также она любила аудиокниги, которые заменяли ей обычные, так как она уже не могла их читать.
Айрис Уэстман умерла 3 января 2021 года, в возрасте 115 лет 128 дней.